# 浦風林右エ門
浦風 林右エ門（うらかぜ りんえもん、天保12年（1841年） - 明治36年（1903年）8月9日）は、越中国射水郡（現在の富山県射水市）出身で浦風部屋に所属した大相撲力士。本名は藤井 政次郎→藤井 林右衛門→浦風 林右衛門。最高位は関脇。

## 略歴
- 1861年（万延2年）2月 浦風部屋（師匠:元幕内谷嵐市藏）から初土俵を踏む。
- 1869年（明治2年）11月 新十両。
- 1872年（明治5年）4月 新入幕。年寄浦風を現役のまま襲名。
- 1877年（明治10年）1月 関脇に昇進。
- 1885年（明治18年）5月 現役引退。
- 1903年（明治36年）8月9日 死去。

## 主な成績
- 幕内戦績:74勝64敗61分10預61休（27場所）

## 四股名変遷
- 朝ノ川 ? 1861年2月場所 - ?
- 浦湊 林右エ門（うらみなと りんえもん）? - 1871年11月場所
- 浦風 林右エ門（うらかぜ -）1872年4月場所 - 1885年5月場所（年寄としては1903年8月）